# Eleições legislativas de Israel em 2020
As eleições para o XXIII Knesset foram realizadas a 2 de março de 2020. Estas eleições foram as terceiras num espaço de um ano após dois falhanços consecutivos para ser formado um novo governo em Israel.

## Cenário político
Depois de não haver ter sido possível conseguir formar um governo após as eleições de abril de 2019, foram convocadas novas eleições para setembro do mesmo ano, que provocaram resultados semelhantes com os das eleições de abril, com a excepção de que a coligação centrista Azul e Branco de Benny Gantz tinha conseguido ficar à frente do Likud de Benjamin Netanyahu. Após tais resultados, tanto Gantz e Netanyahu concordaram que a melhor solução seria um governo de grande coligação entre os dois principais partidos mas, grandes divergências impediram um acordo. Entre os motivos do desacordo estavam o facto de Gantz ser oposto à inclusão dos partidos religiosos de direita num novo governo e, também a sua recusa em cooperar com um Likud liderado por Netanyahu quando este foi formalmente acusado de fraude.
Em dezembro de 2019, após meses de impasse, o Knesset votou a favor de novas eleições, as terceiras em menos de um ano, marcadas para 2 de março.

## Resultados Oficiais
| Partido                 | Partido                           | Votos     | %               | +/-   | Deputados | +/-     |
| ----------------------- | --------------------------------- | --------- | --------------- | ----- | --------- | ------- |
|                         | Likud                             | 1 352 334 | 29,46 / 100,00  | 4,36  | 36 / 120  | 4       |
|                         | Azul e Branco                     | 1 220 290 | 26,59 / 100,00  | 0,64  | 33 / 120  | Estável |
|                         | Lista Conjunta                    | 581 540   | 12,67 / 100,00  | 2,07  | 15 / 120  | 2       |
|                         | Shas                              | 352 842   | 7,69 / 100,00   | 0,25  | 9 / 120   | Estável |
|                         | Judaísmo Unido da Torá            | 274 438   | 5,98 / 100,00   | 0,08  | 7 / 120   | Estável |
|                         | Partido Trabalhista-Gesher-Meretz | 267 457   | 5,83 / 100,00   | 3,31  | 7 / 120   | 4       |
|                         | Yisrael Beitenu                   | 263 335   | 5,74 / 100,00   | 1,25  | 7 / 120   | 1       |
|                         | Yamina                            | 240 590   | 5,24 / 100,00   | 0,63  | 6 / 120   | 1       |
| Barreira de 3,25%       |                                   |           |                 |       |           |         |
|                         | Outros (com menos de 1,00%)       | 36 992    | 0,80 / 100,00   |       | 0 / 120   |         |
| Votos Inválidos         | Votos Inválidos                   | 25 071    |                 |       |           |         |
| Total                   | Total                             | 4 614 889 | 100,00 / 100,00 |       | 120 / 120 |         |
| Eleitorado/Participação | Eleitorado/Participação           | 6 453 255 | 71,51 / 100,00  | 1,68  |           |         |
| Fonte                   | Fonte                             | [ 6 ]     | [ 6 ]           | [ 6 ] | [ 6 ]     | [ 6 ]   |

## Formação do Governo
Antes das três eleições entre 2019 e 2020, Benny Gantz (líder da coligação Azul e Branco) tinha prometido que só formaria governo sem incluir o Likud de Benjamin Netanyahu. Com o eclodir da Pandemia de COVID-19 em Israel, Gantz reverteu a sua promessa e aceitou entrar em negociações para formar um governo de unidade nacional com Netanyahu. Em abril de 2020, os dois políticos anunciaram terem chegado a um acordo para formar um governo, em que os dois partidos (Azul e Branco e Likud) comprometiam-se a partilhar poder e o acordo previa a rotação do cargo de primeiro-ministro entre Netanyahu e Gantz. O governo de unidade nacional também incluía o Shas, Judaísmo Unido da Torá, Partido Trabalhista e Gesher.